# Бат (Ню Йорк)
Вижте пояснителната страница за други значения на Бат.
Бат (на английски: Bath) е село в САЩ, административен център на окръг Стубен, щата Ню Йорк. Има население 5533 души (по приблизителна оценка от юли 2017 г.) и всяка година е домакин на фестивал.